# Marrubiu
Marrubiu é uma comuna italiana da região da Sardenha, província de Oristano, com cerca de 4.961 habitantes. Estende-se por uma área de 61 km², tendo uma densidade populacional de 81 hab/km². Faz fronteira com Ales, Arborea, Morgongiori, Santa Giusta, Terralba, Uras.